# Tjuvskytt (målning)
Tjuvskytt är en oljemålning från 1894 av den svenske konstnären Bruno Liljefors. Målningen ägs av Nationalmuseum i Stockholm sedan 1915 då museet fick den som gåva av konstvänner genom Richard Bergh.
Liljefors var mycket intresserad av jakt och utförde många målningar med detta motiv. Liksom många samtida konstnärer använde sig Liljefors av fotografier som minnesstöd. Det fotografi som Liljefors använde som förlaga till denna målning ägs idag av Uppsala konstmuseum. Fotografiet är från 1890 och mannen på bilden kallas Värdshusarn. Han var Liljefors vän under strövtågen i naturen och kom att stå modell för flera fotografier. I målningen lyssnar tjuvskytten efter tjäderspel.